# Zdeněk Zíma (1960)
Zdeněk Zíma (* 24. října 1960) je bývalý český hokejový útočník. Ligovými hokejisty byli i jeho otec Zdeněk Zíma, syn David Zíma a strýc Jiří Zíma. Po skončení aktivní kariéry působil také jako trenér.

## Hokejová kariéra
V československé lize hrál za CHZ Litvínov a během vojenské služby za Duklu Trenčín. Odehrál 11 ligových sezón, nastoupil ve 396 ligových utkáních, dal 50 gólů a měl 85 asistencí. Ve vyřazovací části zaznamenal 8 startů, 2 branky a 2 asistence.

## Klubové statistiky
| Sezona    | Klub          | Soutěž  | Základní část | Základní část | Základní část | Základní část | Základní část | Play-off | Play-off | Play-off | Play-off | Play-off |
| Sezona    | Klub          | Soutěž  | Z             | G             | A             | B             | TM            | Z        | G        | A        | B        | TM       |
| --------- | ------------- | ------- | ------------- | ------------- | ------------- | ------------- | ------------- | -------- | -------- | -------- | -------- | -------- |
| 1979/1980 | CHZ Litvínov  | 1. liga | 37            | 2             | 2             | 4             | 18            |          |          |          |          |          |
| 1980/1981 | CHZ Litvínov  | 1. liga | 43            | 8             | 9             | 17            | 10            |          |          |          |          |          |
| 1981/1982 | CHZ Litvínov  | 1. liga | 42            | 5             | 15            | 20            | -             |          |          |          |          |          |
| 1982/1983 | CHZ Litvínov  | 1. liga | 40            | 3             | 9             | 12            | 34            |          |          |          |          |          |
| 1983/1984 | CHZ Litvínov  | 1. liga | 38            | 5             | 14            | 19            | 34            |          |          |          |          |          |
| 1984/1985 | CHZ Litvínov  | 1. liga | 38            | 7             | 13            | 20            | 34            |          |          |          |          |          |
| 1985/1986 | Dukla Trenčín | 1. liga | 37            | 3             | 3             | 6             | -             |          |          |          |          |          |
| 1986/1987 | Dukla Trenčín | 1. liga | 26            | 1             | 3             | 4             | 24            | 2        | 2        | 0        | 2        |          |
| 1987/1988 | CHZ Litvínov  | 1. liga | 39            | 8             | 5             | 13            | -             |          |          |          |          |          |
| 1988/1989 | CHZ Litvínov  | 1. liga | 29            | 6             | 9             | 15            | 26            | 6        | 0        | 2        | 2        |          |
| 1989/1990 | CHZ Litvínov  | 1. liga | 27            | 2             | 3             | 5             | -             |          |          |          |          |          |